# Canton de Thurgovie
Le canton de Thurgovie (TG, en allemand : Kanton Thurgau) est l'un des 26 cantons de la Suisse. Son chef-lieu est Frauenfeld.

## Étymologie
Le nom allemand du canton, « Thurgau », signifie « pays de la Thur », le terme « pays » (Gau en allemand) désignant ici un canton de l'empire carolingien. Le nom français de Thurgovie en dérive.
En italien et en romanche, le canton est appelé « Turgovia ».

## Géographie

### Généralités
Le canton est bordé au nord par le lac de Constance et le Rhin. La frontière sud-ouest longe le canton de Zurich et le canton de Saint-Gall se trouve au sud-est. Il est situé au nord-est du pays et est séparé de l'Allemagne par le lac de Constance et le Rhin.
Le canton est entièrement traversé par la Thur, rivière à laquelle il doit son nom.
Dans le but de préserver les terres cultivables, les Thurgoviens ont inscrit dans leur constitution cantonale que les zones constructibles ne pourront plus être étendues jusqu'en 2040. La modification de la constitution a été acceptée par 80,7 % des votants, le 12 février 2017.
Le canton de Thurgovie culmine au Hohgrat, à 991 m d'altitude, et son point le plus bas se trouve au bord de la Thur sur le territoire de la commune de Neunforn, à Oberneunforn, à 370 m d'altitude. Avec 991,02 km2, la Thurgovie est le douzième canton de Suisse par sa superficie.

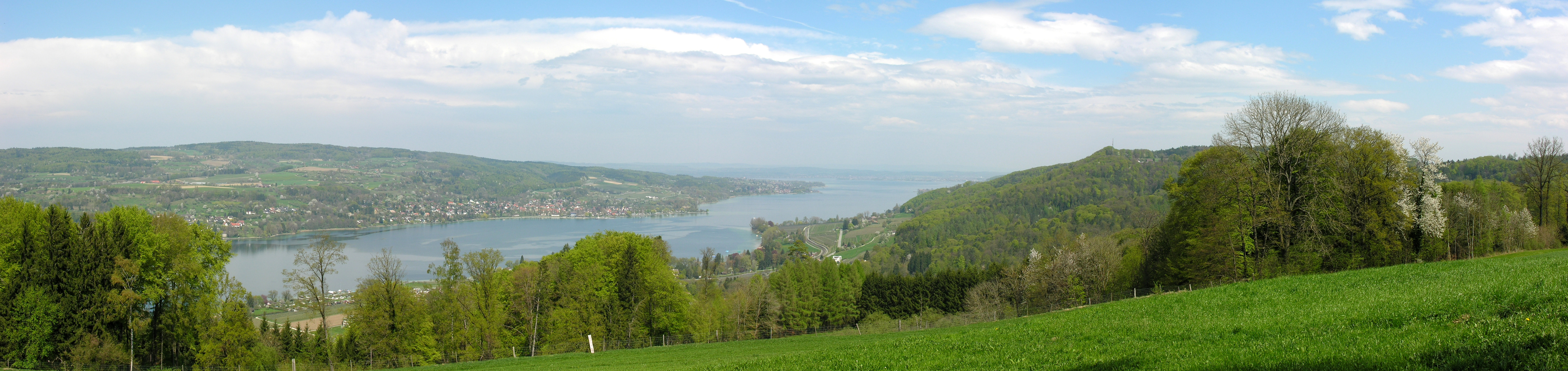
Le lac marque la frontière avec l'Allemagne.
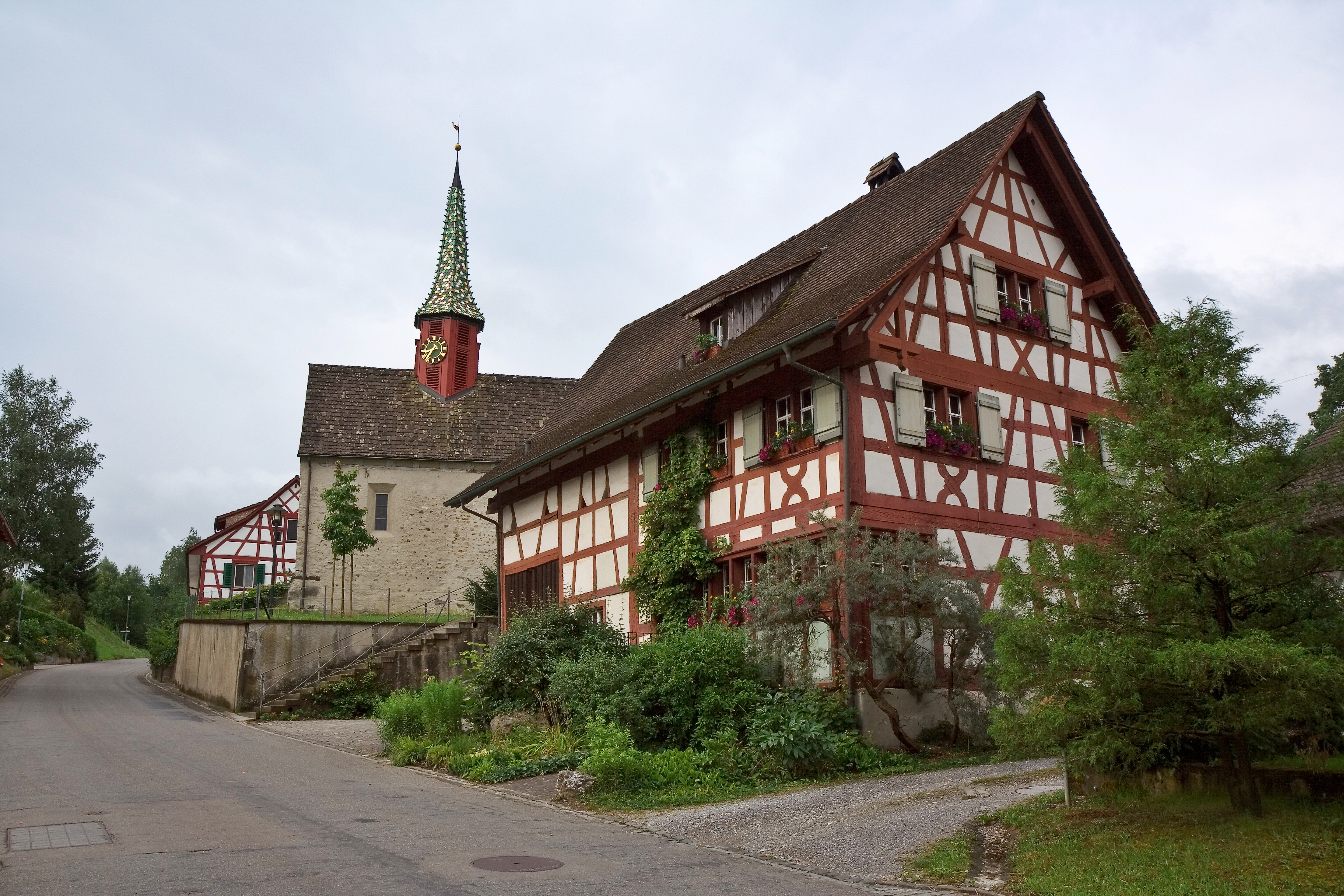
Maison typique à Schlattingen.
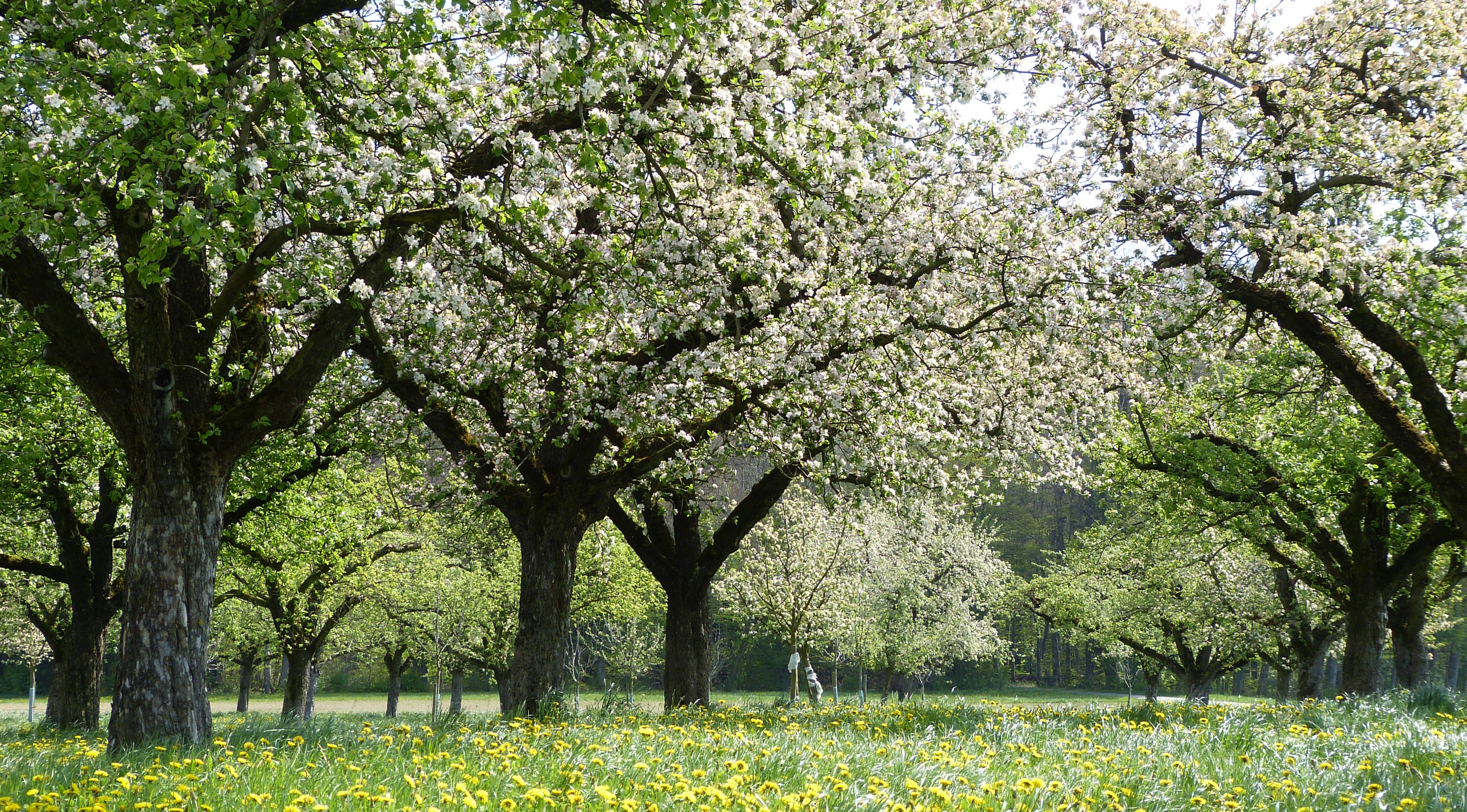
Pommiers en fleurs dans le canton (avril 2017).

### Climat
| Données                         | Station          | jan. | fév. | mars | avril | mai  | juin | jui. | août | sep. | oct. | nov. | déc. | année |
| ------------------------------- | ---------------- | ---- | ---- | ---- | ----- | ---- | ---- | ---- | ---- | ---- | ---- | ---- | ---- | ----- |
| Températures moyennes max. (°C) | Aadorf / Tänikon | 2,6  | 4,3  | 9,2  | 13,5  | 18,4 | 21,4 | 23,9 | 23,2 | 18,8 | 13,6 | 6,9  | 3,6  | 13,3  |
| Températures moyennes max. (°C) | Güttingen        | 2,7  | 4,3  | 9,4  | 13,8  | 18,7 | 21,7 | 24,1 | 23,4 | 18,9 | 13,4 | 7    | 3,7  | 13,4  |
| Températures moyennes max. (°C) | Salen-Reutenen   | 1,1  | 2,6  | 7,1  | 11,5  | 16,3 | 19,4 | 21,6 | 21   | 16,8 | 11,8 | 5,4  | 2,1  | 11,4  |
| Températures moyennes min. (°C) | Aadorf / Tänikon | −3,7 | −3,7 | −0,3 | 2,3   | 6,8  | 10,4 | 12,3 | 12   | 8,6  | 5,2  | 0,4  | −2,1 | 4     |
| Températures moyennes min. (°C) | Güttingen        | −2,3 | -2   | 0,9  | 3,7   | 8,2  | 11,5 | 13,5 | 13,2 | 10   | 6,4  | 1,6  | -1   | 5,3   |
| Températures moyennes min. (°C) | Salen-Reutenen   | −2,7 | −2,3 | 1    | 3,8   | 8,2  | 11,5 | 13,5 | 13,2 | 10   | 6,5  | 1,5  | −1,4 | 5,2   |
| Précipitations (mm)             | Aadorf / Tänikon | 77   | 73   | 88   | 90    | 124  | 124  | 117  | 120  | 102  | 91   | 84   | 96   | 1 184 |
| Précipitations (mm)             | Güttingen        | 53   | 52   | 64   | 71    | 100  | 102  | 108  | 96   | 87   | 71   | 69   | 75   | 947   |
| Précipitations (mm)             | Salen-Reutenen   | 37   | 37   | 52   | 66    | 96   | 98   | 103  | 106  | 87   | 72   | 53   | 54   | 861   |
| Ensoleillement (heures)         | Aadorf / Tänikon | 50   | 73   | 116  | 146   | 171  | 190  | 217  | 194  | 139  | 93   | 51   | 35   | 1 474 |
| Ensoleillement (heures)         | Güttingen        | 41   | 70   | 127  | 165   | 193  | 204  | 229  | 208  | 148  | 90   | 47   | 33   | 1 554 |
| Ensoleillement (heures)         | Salen-Reutenen   | −    | −    | −    | −     | −    | −    | −    | −    | −    | −    | −    | −    | −     |
| Source : MétéoSuisse.           |                  |      |      |      |       |      |      |      |      |      |      |      |      |       |

## Histoire

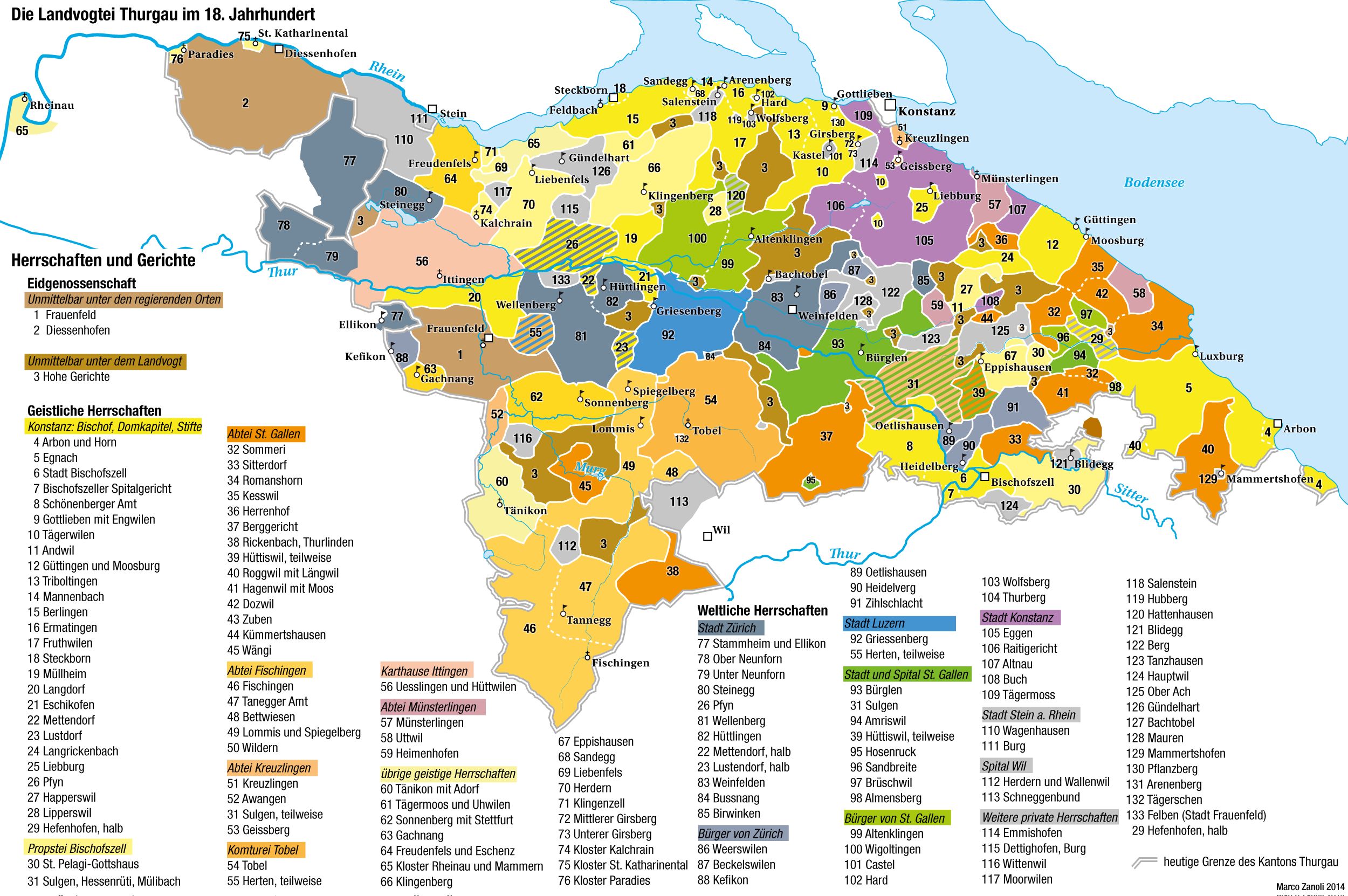
Carte du bailliage commun de Thurgovie au XVIII.

Aux temps préhistoriques, les terres du canton étaient habitées par les gens de la culture de Pfyn. Durant la période romaine, le canton faisait partie de la province de Germanie supérieure et de Rhétie jusqu’en 450, date à laquelle les terres furent occupées par les Alamans. C’est seulement à partir du VIIIe siècle que le canton put jouir d’un système politique similaire au système actuel[C'est-à-dire ?]. À l'époque, la Thurgovie était plus étendue mais durant le Moyen Âge, les terres se sont réduites petit à petit. Les ducs de Zähringen et les comtes de Kyburg ont repris une bonne partie du territoire. Jusqu'en 1218, la ville de Zurich faisait partie de la Thurgovie avant de devenir Reichsunmittelbar. Lorsque la dynastie de Kyburg s'est éteinte en 1264, les Habsbourg ont pris la région. En 1460, la Thurgovie devient un bailliage commun des cantons de Zurich, Lucerne, Uri, Schwyz, Unterwald, Zoug et Glaris.

La région passe à la réforme protestante. Une révolte paysanne en marque le début. En effet en 1524, deux paysans entrent dans la chartreuse d'Ittingen, ouvrant la porte aux autres paysans qui en chassent les moines, pillent le monastère pendant deux jours, détruisent des documents ainsi que des caves à vin et incendient le monastère. Les tensions religieuses en Thurgovie ont fortement compté dans la guerre de Villmergen (1656) au cours de laquelle Zurich occupe brièvement la Thurgovie. En 1798, le pays devient officiellement un canton faisant partie de la République helvétique, puis, le 19 février 1803, de la Confédération suisse, après l'« Acte de Médiation » imposé par la France.
La constitution cantonale actuelle remonte à 1987.

## Organisation territoriale

### Districts

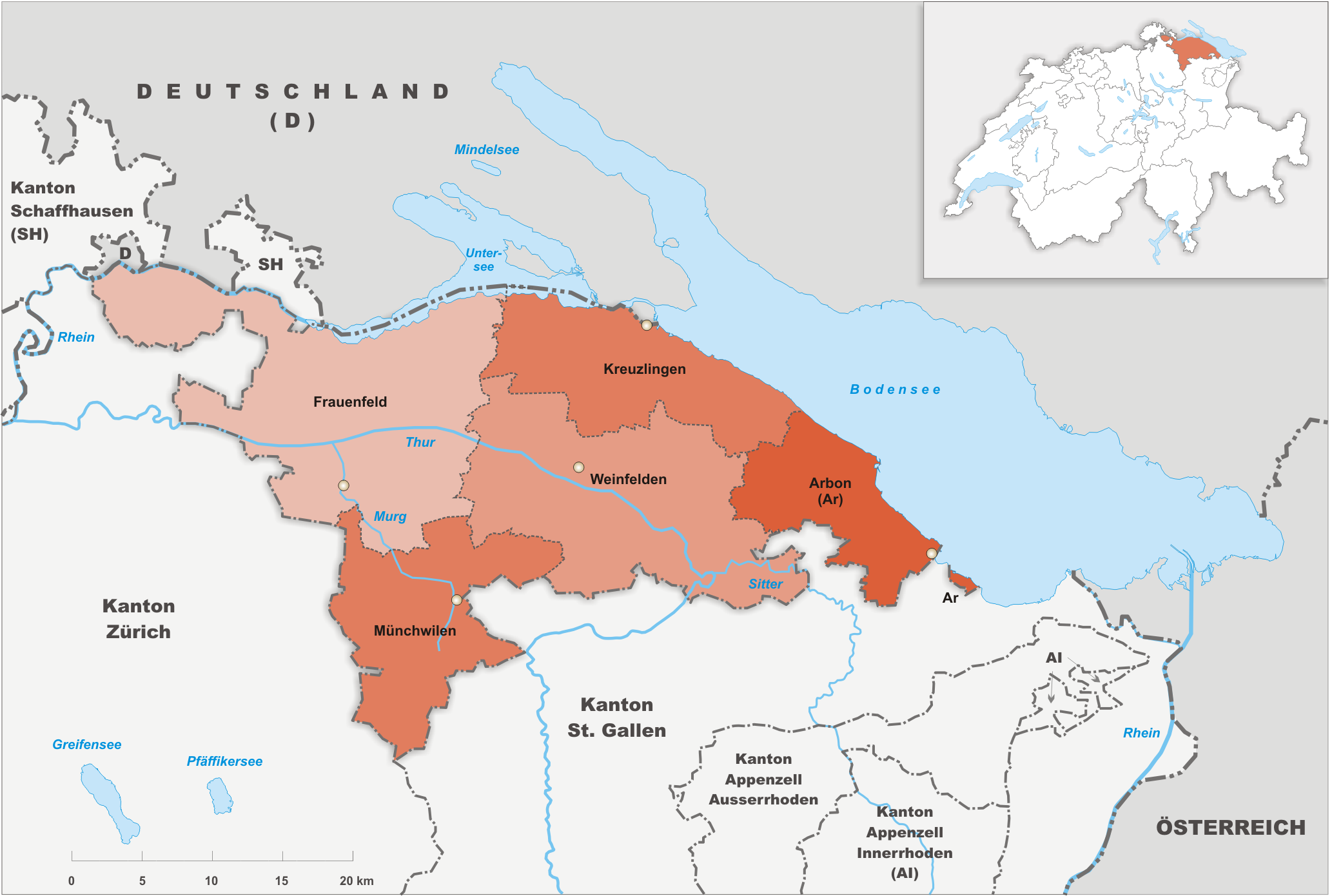
Les districts du canton de Thurgovie.

Le canton de Thurgovie est divisé en cinq districts qui se nomment tous du nom de leur chef-lieu :
- Arbon ;
- Frauenfeld ;
- Kreuzlingen ;
- Münchwilen ;
- Weinfelden.

### Communes
Le canton compte 80 communes politiques. Au 31 décembre 2022, les communes les plus peuplées étaient :

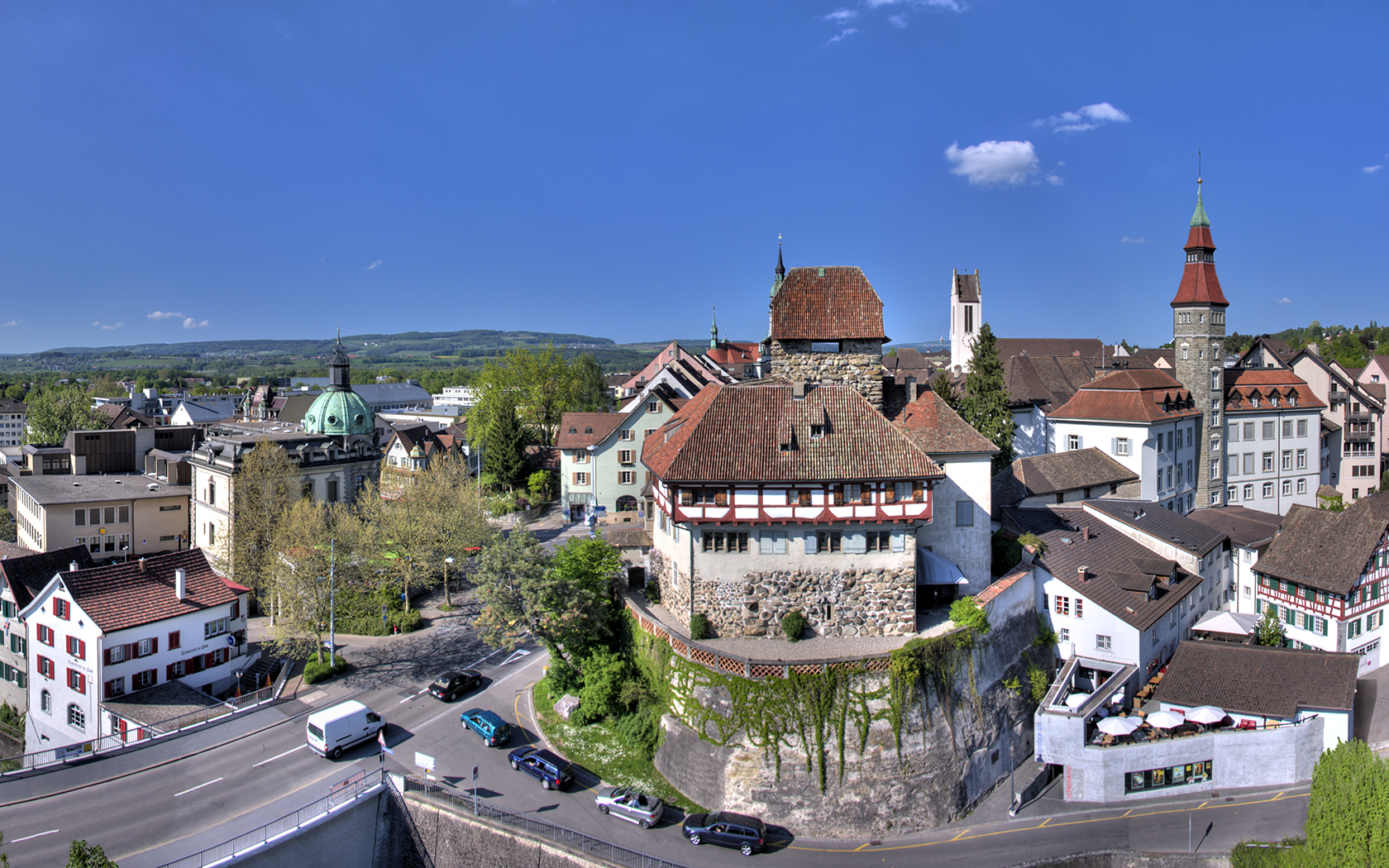
1. Frauenfeld -26 093 habitants.
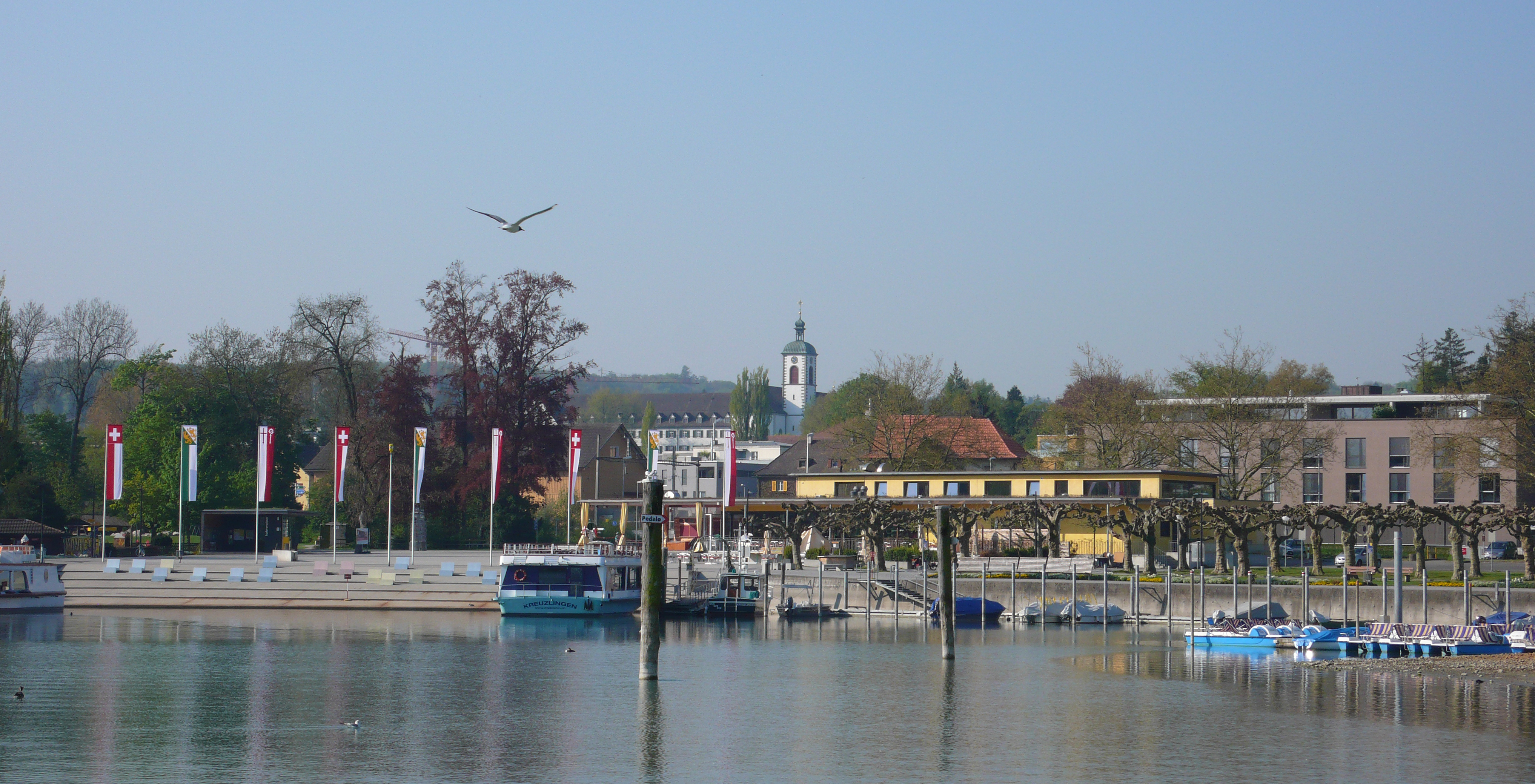
2. Kreuzlingen - 22 788 habitants.
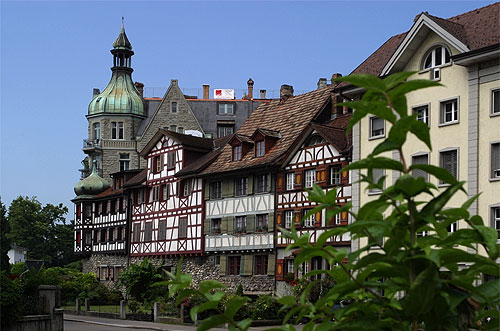
3. Arbon - 15 459 habitants.
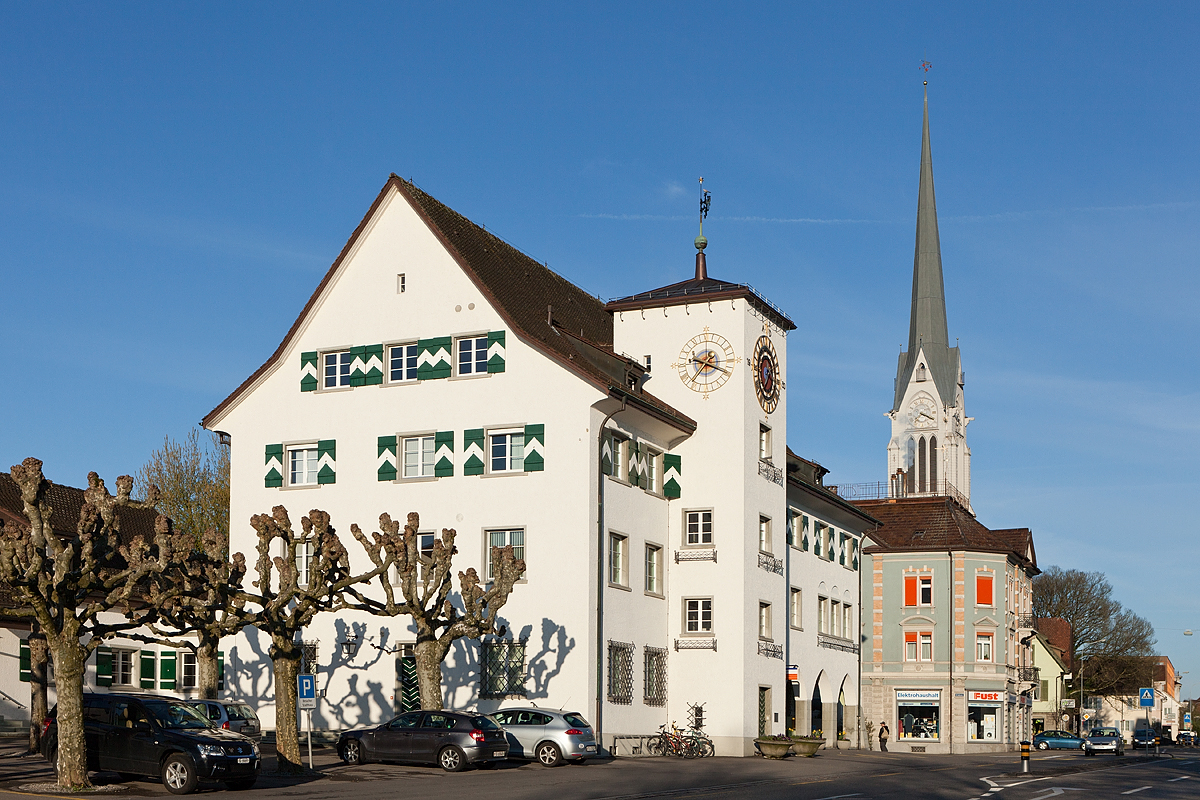
4. Amriswil - 14 313 habitants.
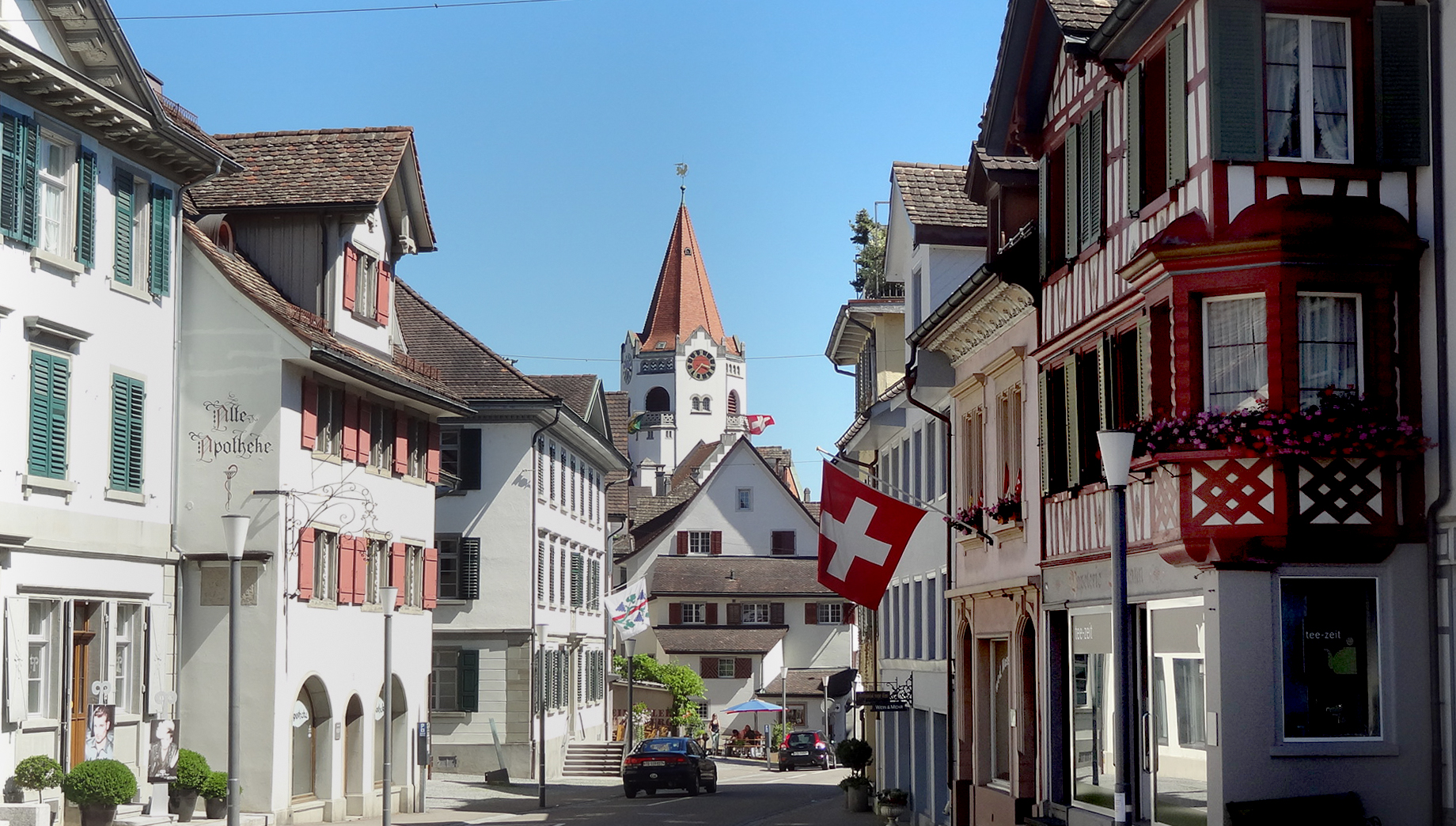
5. Weinfelden - 11 893 habitants.
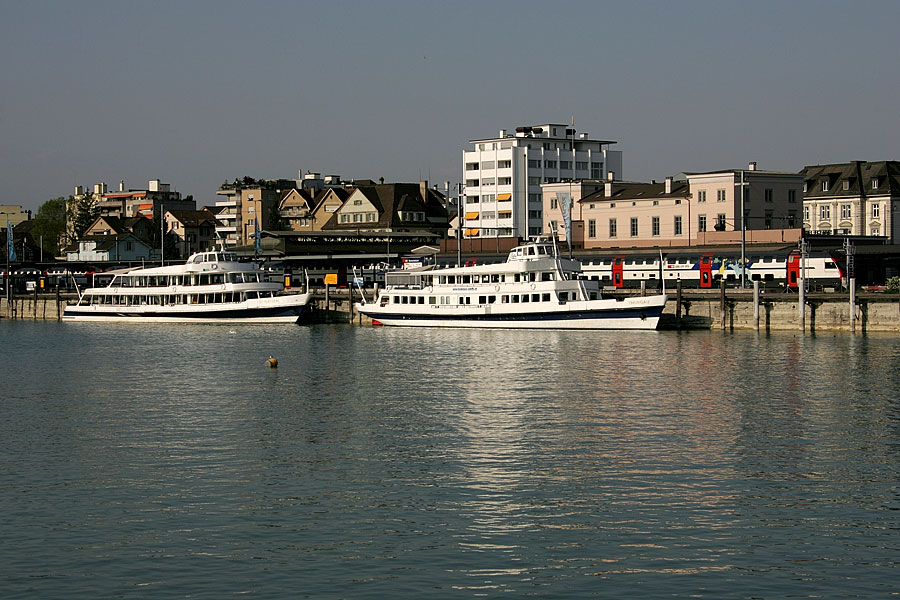
6. Romanshorn - 11 556 habitants.
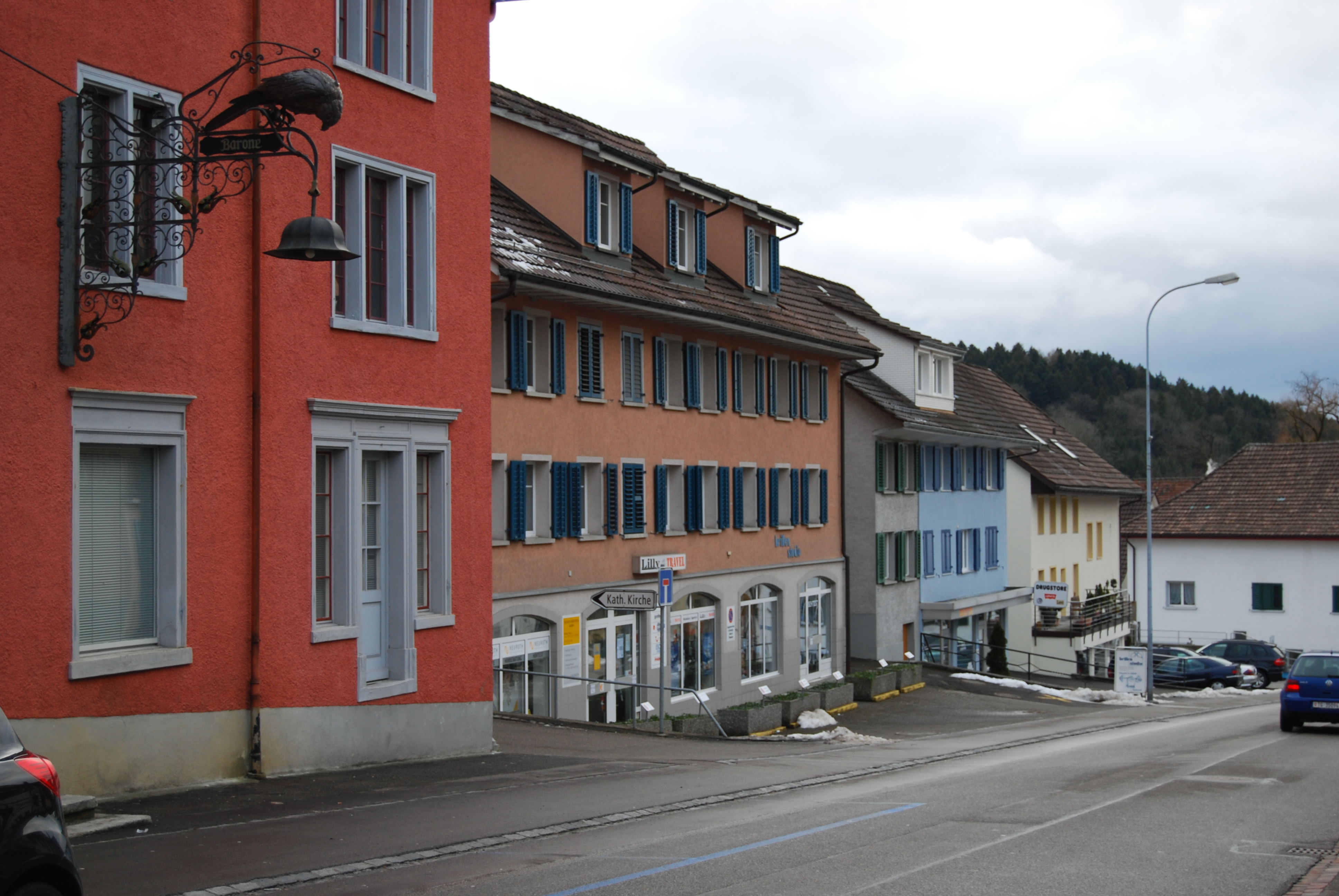
7. Aadorf - 9 422 habitants.
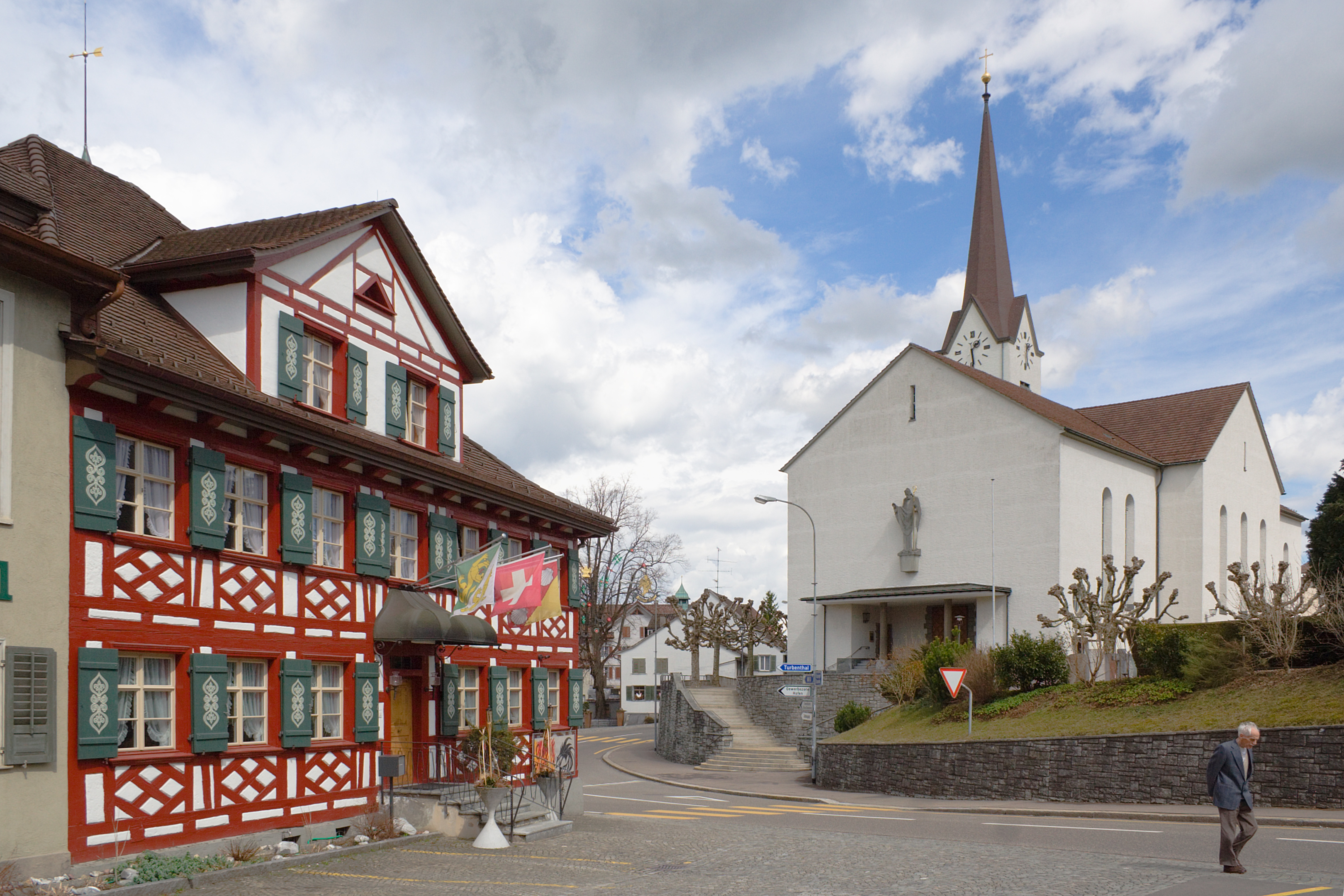
8. Sirnach - 7 963 habitants.
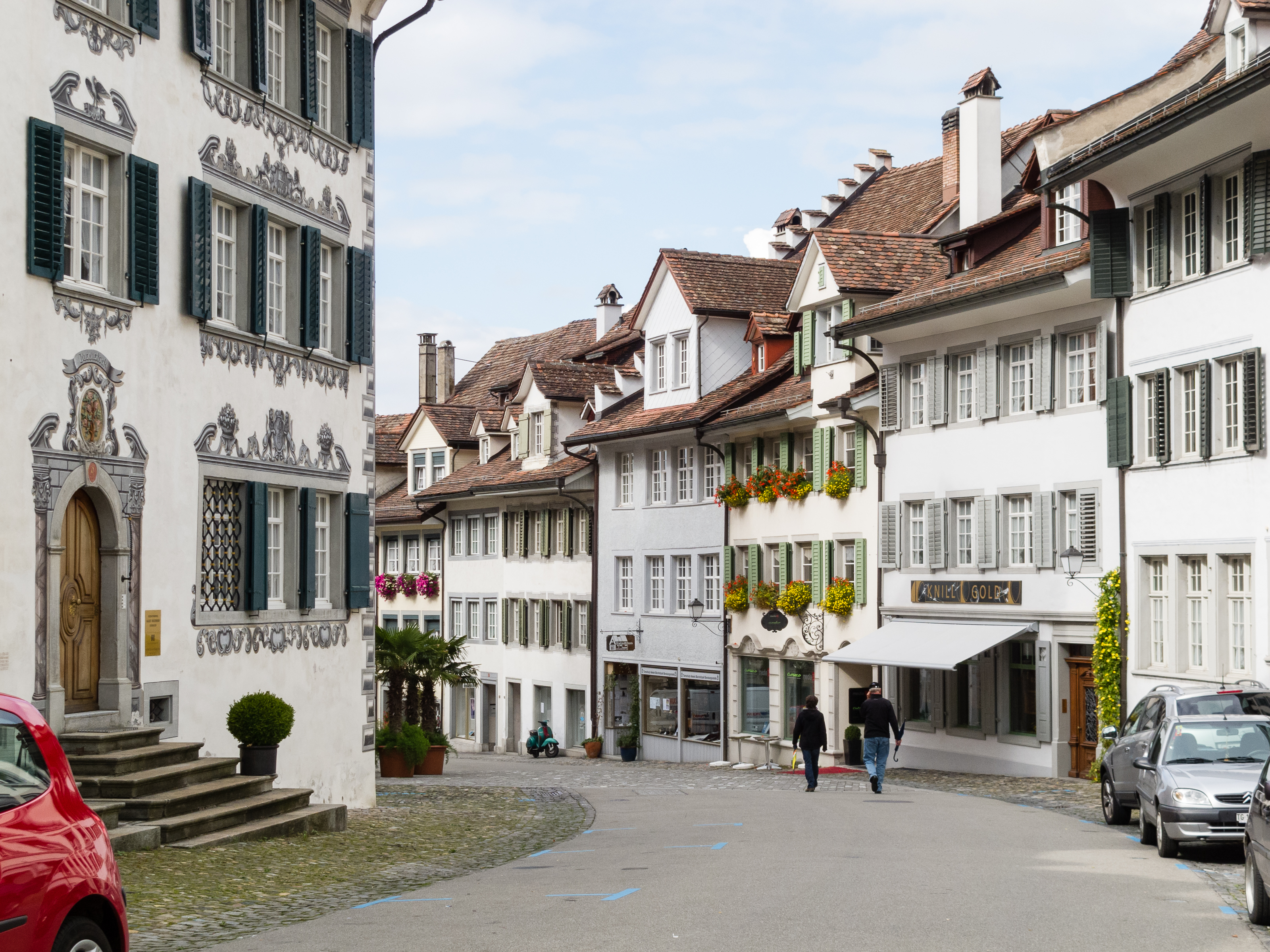
9. Bischofszell - 6 064 habitants.
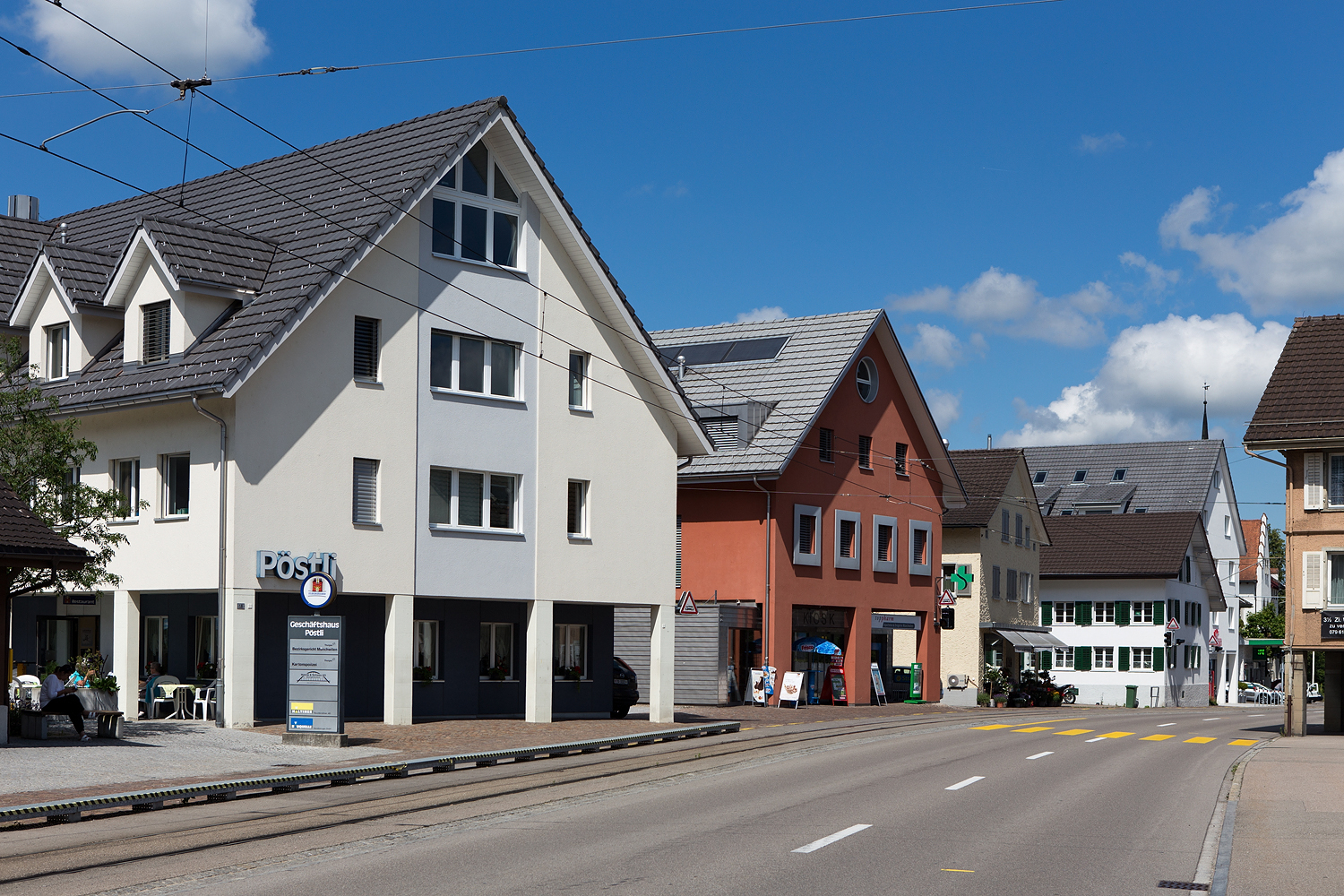
10. Münchwilen - 5 854 habitants.

## Démographie

### Population
Au 31 décembre 2022, le canton de Thurgovie compte 289 650 habitants, soit 3,3 % de la population totale de la Suisse. Il est ainsi le douzième canton le plus peuplé. Sa densité de population atteint 292 hab/km2, supérieure à la moyenne nationale.
Pour des raisons techniques, il est temporairement impossible d'afficher le graphique qui aurait dû être présenté ici.

### Cultes
Un peu moins de la moitié des habitants du canton revendique l'appartenance au protestantisme ; les catholiques forment un peu plus du tiers de la population.
Le tableau suivant détaille la population du canton suivant la religion, en 2000 :
| Religion                       | Population | %      |
| ------------------------------ | ---------- | ------ |
| Protestants                    | +103 095,  | +045,  |
| Catholiques                    | +81 541,   | +035,6 |
| Communautés islamiques         | +13 584,   | +005,9 |
| Orthodoxes                     | +03 924,   | +001,7 |
| Vieux catholiques              | +00126,    | +000,1 |
| Communauté de confession juive | +00088,    | +000,  |
| Aucune appartenance            | +16 457,   | +007,2 |
| Autre                          | +10 060,   | +004,4 |
| Total                          | +228 875,  | +100,  |

Note : les intitulés des religions sont ceux donnés par l'Office fédéral de la statistique ; les protestants comprennent les communautés néo-apostoliques et les témoins de Jéhovah ; la catégorie « Autres » inclut les personnes ne se prononçant pas.

## Économie
Revenu : 9 146 M fr.
La moitié de la production nationale de pommes lui vaut le surnom de « Mostindien » (Inde du moût).

## Culture locale

### Emblèmes
Le canton de Thurgovie a pour emblèmes un drapeau et un blason. Les armoiries de Thurgovie se blasonnent : Tranché d’argent et de sinople aux deux lions rampants d’or lampassés et vilenés de gueules.

### Langue
La langue officielle du canton est l'allemand.
Le tableau suivant détaille la langue principale des habitants du canton en 2000 :
| Langue                             | Locuteurs | %      |
| ---------------------------------- | --------- | ------ |
| Allemand                           | +202 521, | +088,5 |
| Italien                            | +06 317,  | +002,8 |
| Albanais                           | +05 136,  | +002,2 |
| Langues slaves de l'ex-Yougoslavie | +03 588,  | +001,6 |
| Portugais                          | +02 480,  | +001,1 |
| Turc                               | +02 036,  | +000,9 |
| Espagnol                           | +01 387,  | +000,6 |
| Français                           | +00948,   | +000,4 |
| Romanche                           | +00287,   | +000,1 |
| Autres                             | +04 175,  | +001,8 |
| Total                              | +228 875, | +100,  |